# A magyar női labdarúgó-válogatott 2013. augusztus 20-i mérkőzése
Előző mérkőzés - Következő mérkőzés
A magyar női labdarúgó-válogatott barátságos mérkőzése Szlovákia ellen, 2013. augusztus 20-án a Balaton Kupa keretében.

## Előzmények
A Magyar Labdarúgó-szövetség első alkalommal rendezi meg négy csapat részvételével a Balaton Kupát. A tornát a terveknek megfelelően évről évre megrendezik majd és a résztvevők száma is növekedhet. A mostani alkalommal a cseh, a lengyel és a szlovák válogatottat szerepel a magyar csapat mellett. Augusztus 20-án a magyar-szlovák és a cseh-lengyel mérkőzéseken dől el, hogy kik játszanak majd két nap múlva az első és a harmadik helyért. Az összes mérkőzés a balatonfüredi stadionban kerül megrendezésre.
| „             | A szlovák női futball sokat fejlődött az utóbbi időben, hasonló cipőben jár, mint a magyar, náluk is új programot kezdtek el, és még inkább előtérbe kerül a női labdarúgás. Első ellenfelünk hasonló játékerőt képvisel, mint mi, de ez elmondható a másik két válogatottra is, így megjósolhatatlan, kik játsszák a döntőt csütörtökön, bárki lehet első vagy akár utolsó is. A hazai pálya előnye azonban mellettünk szól, ennek megfelelően győzelmet várok a szlovákok ellen. Kezd összeállni az a csapat, amellyel nekivágunk a vb-selejtezőknek, de addig még van öt felkészülési meccsünk, szeretnék mindenkit megnézni, próbálgatni a kezdőcsapatot, ezt a tornát arra használjuk fel, hogy minél közelebb kerüljünk az optimális felálláshoz. Színvonalas meccsekre számítok a Balaton Kupán, biztos vagyok benne, hogy a két találkozó jól szolgálja majd a felkészülésünket, és bízom benne, hogy a meccsekre kilátogató szurkolók is jól szórakoznak majd. | ” |
| – Vágó Attila | |   |

## Keretek
Vágó Attila szövetségi edző 20 fős keretet hirdetett. Nem volt tagja a keretnek a BL-győztes Jakabfi Zsanett, aki a közel múltban sikeres bokaműtéten esett át. Az elmúlt 11 napban négy tétmérkőzést (3 BL, egy bajnoki) játszó MTK Hungária játékosai tagjai a keretnek, de várhatóan nem szerepelnek a teljes mérkőzésen. A keretbe egy újonc kapott meghívást: a ferencvárosi Fenyvesi Evelin.
| Magyarország      | Magyarország | Magyarország | Magyarország     |
| Név               | Kor          | Vál./Gól     | Klub             |
| ----------------- | ------------ | ------------ | ---------------- |
| Szőcs Réka        | 23 éves      | 39 / 0       | MTK Hungária     |
| Németh Júlia      | 21 éves      | 4 / 0        | Ferencvárosi TC  |
| Szeitl Szilvia    | 26 éves      | 44 / 0       | 1. FC Femina     |
| Gál Tímea         | 28 éves      | 50 / 0       | MTK Hungária     |
| Tálosi Szabina    | 24 éves      | 41 / 4       | FC Südburgenland |
| Tóth Alexandra    | 21 éves      | 30 / 0       | Viktória FC      |
| Demeter Réka      | 21 éves      | 25 / 0       | MTK Hungária     |
| Szabó Viktória    | 16 éves      | 2 / 0        | Ferencvárosi TC  |
| Tell Zsófia       | 21 éves      | 5 / 0        | MTK Hungária     |
| Szabó Boglárka    | 20 éves      | 22 / 1       | Astra Hungary FC |
| Smuczer Angéla    | 31 éves      | 82 / 1       | MTK Hungária     |
| Csiszár Henrietta | 19 éves      | 17 / 2       | MTK Hungária     |
| Rácz Zsófia       | 24 éves      | 38 / 4       | 1. FC Lübars     |
| Palkovics Nóra    | 18 éves      | 3 / 0        | MTK Hungária     |
| Sipos Lilla       | 21 éves      | 27 / 5       | FC Südburgenland |
| Fenyvesi Evelin   | 16 éves      | 0 / 0        | Ferencvárosi TC  |
| Zágor Bernadett   | 23 éves      | 23 / 2       | MTK Hungária     |
| Pádár Anita       | 34 éves      | 106 / 37     | MTK Hungária     |
| Vágó Fanny        | 22 éves      | 44 / 23      | MTK Hungária     |
| Kaján Zsanett     | 15 éves      | 5 / 1        | Ferencvárosi TC  |

| Szlovákia            | Szlovákia | Szlovákia | Szlovákia           |
| Név                  | Kor       | Vál./Gól  | Klub                |
| -------------------- | --------- | --------- | ------------------- |
| Mária Korenčiová     | 24 éves   | ? / ?     | FC Sand             |
| Lucia El Dahaibiová  | 24 éves   | ? / ?     | Slovan Bratislava   |
| Jana Vojteková       | 22 éves   | ? / ?     | SV Neulengbach      |
| Lucia Haršanyová     | 22 éves   | ? / ?     | SV Neulengbach      |
| Alexandra Bíróová    | 22 éves   | ? / ?     | SV Neulengbach      |
| Lenka Mravíková      | 26 éves   | ? / ?     | SKV Altenmarkt      |
| Monika Matysová      | 32 éves   | ? / ?     | ASV Spratzern       |
| Patrícia Fischerová  | 19 éves   | ? / ?     | 1. FC Katowice      |
| Dominika Škorvánková | 21 éves   | ? / ?     | SV Neulengbach      |
| Veronika Klechová    | 24 éves   | ? / ?     | SV Neulengbach      |
| Lucia Ondrušová      | 25 éves   | ? / ?     | Bohemians Praha     |
| Dana Fecková         | 26 éves   | ? / ?     | FC Neunkirch        |
| Kristína Cerovská    | 26 éves   | ? / ?     | FC Neunkirch        |
| Lucia Šušková        | 20 éves   | ? / ?     | FC Neunkirch        |
| Dominika Koleničková | 20 éves   | ? / ?     | FC Union Nové Zámky |
| Veronika Rybárová    | 18 éves   | ? / ?     | Slovan Bratislava   |
| Diana Bartovičová    | 20 éves   | ? / ?     | Slavia Praha        |
| Patrícia Hmírová     | 19 éves   | ? / ?     | 1. FC Katowice      |
| Lenka Lomnička       | 19 éves   | ? / ?     | SKV Altenmarkt      |

 megjegyzés: Az adatok a mérkőzés napjának megfelelőek!

## Az összeállítások
| 2013. augusztus 20. 16:30 |

| Magyarország          | 2–3   | Szlovákia                              |
| --------------------- | ----- | -------------------------------------- |
| Smuczer 22' Pádár 37' | (2–1) | Klechová 18' Šušková 57' Ondrušová 63' |

| Balatonfüred |

| Magyarország | Szlovákia |

| MAGYARORSZÁG:        |    |                   |             |
|                      |    |                   |             |
| K                    | 1  | Szőcs Réka        |             |
| V                    | 5  | Gál Tímea         | a szünetben |
| V                    | 2  | Tell Zsófia       |             |
| V                    | 17 | Demeter Réka      |             |
| V                    | 20 | Szabó Viktória    |             |
| KP                   | 16 | Szabó Boglárka    | a szünetben |
| KP                   | 6  | Smuczer Angéla    | 59'         |
| KP                   | 3  | Csiszár Henrietta | 73'         |
| KP                   | 21 | Zágor Bernadett   | a szünetben |
| CS                   | 8  | Pádár Anita       | 70'         |
| CS                   | 11 | Vágó Fanny        |             |
| Cserék:              |    |                   |             |
| K                    | 22 | Németh Júlia      |             |
| V                    | 9  | Szeitl Szilvia    | a szünetben |
| KP                   | 15 | Rácz Zsófia       | a szünetben |
| KP                   | 14 | Fenyvesi Evelin   | 59'         |
| KP                   | 13 | Palkovics Nóra    | 70'         |
| CS                   | 7  | Sipos Lilla       | a szünetben |
| CS                   | 5  | Kaján Zsanett     | 73'         |
| Szövetségi kapitány: |    |                   |             |
| Vágó Attila          |    |                   |             |

| SZLOVÁKIA:           |   |                      |     |
|                      |   |                      |     |
| K                    | ? | Mária Korenčiová     |     |
| V                    | ? | Alexandra Bíróová    |     |
| V                    | 4 | Monika Matysová      |     |
| V                    | ? | Lucia Haršanyová     |     |
| V                    | ? | Jana Vojteková       |     |
| KP                   | ? | Kristína Cerovská    |     |
| KP                   | ? | Lucia Šušková        |     |
| KP                   | ? | Veronika Klechová    |     |
| KP                   | ? | Lucia Ondrušová      |     |
| KP                   | ? | Dana Fecková         | 74' |
| CS                   | ? | Diana Bartovičová    | 87' |
| Cserék:              |   |                      |     |
| K                    | ? | Lucia El Dahaibiová  |     |
| KP                   | ? | Dominika Koleničková | 74' |
| CS                   | ? | Lenka Lomnička       | 87' |
| Szövetségi kapitány: |   |                      |     |
| Pakusza Zsolt        |   |                      |     |

## Örökmérleg a mérkőzés után
| Magyarország | :         | Szlovákia |
| ------------ | --------- | --------- |
| 8            | Győzelem  | 4         |
| 2            | Döntetlen | 2         |
| 28           | Gólok     | 20        |
| 26/42        | Pontok    | 14/42     |
| 62           | %         | 33        |